# Marius Klumperbeek
Marius Pieter Louis Klumperbeek, född 7 augusti 1938 i Batavia, är en nederländsk före detta roddare.
Klumperbeek blev olympisk bronsmedaljör i fyra med styrman vid sommarspelen 1964 i Tokyo.